# Discografia di JoJo
Questa pagina riporta la discografia di JoJo, cantante statunitense che ha debuttato nel 2004 all'età di 13 anni. L'artista ha all'attivo cinque album in studio (di cui uno a tema natalizio), cinque EP e numerosi singoli commerciali e promozionali, a cui si aggiungono due mixtape, diverse collaborazioni con altri artisti e alcune reincisioni delle sue opere più famose.

## Album

### Album in studio
| Anno                                                                          | Titolo | Classifiche | Classifiche | Classifiche | Classifiche | Classifiche | Classifiche | Classifiche | Classifiche | Classifiche | Classifiche | Certificazioni                                                 |
| Anno                                                                          | Titolo | USA         | AUS         | CAN         | GER         | IRL         | ITA         | JPN         | NZL         | SWI         | UK          | Certificazioni                                                 |
| ----------------------------------------------------------------------------- | --- | ----------- | ----------- | ----------- | ----------- | ----------- | ----------- | ----------- | ----------- | ----------- | ----------- | -------------------------------------------------------------- |
| 2004                                                                          | JoJo - Pubblicato: 22 giugno 2004 - Etichetta: Blackground, Universal - Formato: CD, MC, LP, download digitale       | 4           | 86          | 23          | 54          | 70          | 44          | 30          | 36          | 30          | 22          | - CAN: Platino - GER: Oro - NZL : Oro - UK: Oro - USA: Platino |
| 2006                                                                          | The High Road - Pubblicato: 17 ottobre 2006 - Etichetta: Blackground, Universal - Formato: CD, LP, download digitale | 3           | —           | 12          | —           | 94          | —           | 45          | —           | 96          | 24          | - CAN: Oro - UK: Oro - USA: Oro                                |
| 2016                                                                          | Mad Love - Pubblicato: 14 ottobre 2016 - Etichetta: Atlantic - Formato: CD, LP, download digitale                    | 6           | 48          | 22          | —           | 70          | —           | —           | —           | —           | 46          |                                                                |
| 2020                                                                          | Good to Know - Pubblicato: 1º maggio 2020 - Etichetta: Warner, Clover - Formato: CD, LP, download digitale           | 33          | —           | —           | —           | —           | —           | —           | —           | —           | —           |                                                                |
| 2020                                                                          | December Baby - Pubblicato: 30 ottobre 2020 - Etichetta: Warner, Clover - Formato: download digitale                 | —           | —           | —           | —           | —           | —           | —           | —           | —           | —           |                                                                |
| "—" indica una pubblicazione non classificata o non pubblicata in quel Paese. | |             |             |             |             |             |             |             |             |             |             |                                                                |

#### Ristampe
I seguenti album in studio sono stati reincisi nel 2018.
| Anno | Titolo |
| ---- | --- |
| 2018 | JoJo (2018) - Pubblicato: 21 dicembre 2018 - Etichetta: Warner, Clover - Formato: download digitale           |
| 2018 | The Hight Road (2018) - Pubblicato: 21 dicembre 2018 - Etichetta: Warner, Clover - Formato: download digitale |

### Album acustici
| Anno | Titolo |
| ---- | --- |
| 2020 | Good to Know (Acoustic) - Pubblicato: 10 luglio 2020 - Etichetta: Warner, Clover - Formato: download digitale |

## Mixtape
| Anno | Titolo |
| ---- | --- |
| 2010 | Can't Take That Away from Me - Pubblicato: 7 settembre 2010 - Etichetta: Self-released - Formato: download digitale |
| 2012 | Agápē - Pubblicato: 20 dicembre 2012 - Etichetta: Self-released - Formato: download digitale                        |

## Extended play
| Anno | Titolo |
| ---- | --- |
| 2014 | #LoveJo - Pubblicato: 14 febbraio 2014 - Etichetta: Atlantic - Formato: download digitale                                   |
| 2015 | III. - Pubblicato: 21 agosto 2015 - Etichetta: Atlantic - Formato: download digitale                                        |
| 2015 | #LoveJo2 - Pubblicato: 18 dicembre 2015 - Etichetta: Atlantic - Formato: download digitale                                  |
| 2021 | Trying Not to Think About It - Pubblicato: 1º ottobre 2021 - Etichetta: Warner, Clover - Formato: CD, LP, download digitale |
| 2025 | NGL - Pubblicato: 24 gennaio 2025 - Etichetta: Clover, BMG - Formato: download digitale                                     |

## Singoli

### Come artista principale
| Anno                                                                          | Titolo                      | Classifiche | Classifiche | Classifiche | Classifiche | Classifiche | Classifiche | Classifiche | Classifiche | Classifiche | Classifiche | Certificazioni                                         | Album di provenienza           |
| Anno                                                                          | Titolo                      | USA         | AUS         | AUT         | GER         | IRL         | ITA         | NZL         | SWE         | SWI         | UK          | Certificazioni                                         | Album di provenienza           |
| ----------------------------------------------------------------------------- | --------------------------- | ----------- | ----------- | ----------- | ----------- | ----------- | ----------- | ----------- | ----------- | ----------- | ----------- | ------------------------------------------------------ | ------------------------------ |
| 2004                                                                          | Leave (Get Out)             | 12          | 2           | 16          | 9           | 3           | 9           | 2           | 14          | 5           | 2           | - AUS: Platino - NZL: Platino - UK: Platino - USA: Oro | JoJo                           |
| 2004                                                                          | Baby It's You (con Bow Wow) | 22          | 16          | 41          | 15          | 13          | —           | 3           | 50          | 14          | 8           | - AUS: Oro - NZL: Platino - USA: Oro                   | JoJo                           |
| 2005                                                                          | Not That Kinda Girl         | —           | 52          | —           | 85          | —           | —           | —           | —           | —           | —           |                                                        | JoJo                           |
| 2006                                                                          | Too Little Too Late         | 3           | 10          | 40          | 30          | 2           | 11          | 5           | 18          | 53          | 4           | - AUS: Oro - NZL: Platino - UK: Platino - USA: Platino | The High Road                  |
| 2006                                                                          | How to Touch a Girl         | 104         | —           | —           | —           | —           | —           | —           | —           | —           | —           |                                                        | The High Road                  |
| 2007                                                                          | Anything                    | —           | —           | —           | —           | 18          | —           | —           | —           | —           | 21          |                                                        | The High Road                  |
| 2011                                                                          | Disaster                    | 87          | —           | —           | —           | —           | —           | —           | —           | —           | —           |                                                        | /                              |
| 2012                                                                          | Demonstrate                 | —           | —           | —           | —           | —           | —           | —           | —           | —           | —           |                                                        | /                              |
| 2015                                                                          | When Love Hurts             | —           | —           | —           | —           | —           | —           | —           | —           | —           | —           |                                                        | III.                           |
| 2016                                                                          | Fuck Apologies              | —           | —           | —           | —           | —           | —           | —           | —           | —           | 104         |                                                        | Mad Love                       |
| 2016                                                                          | FAB. (con Remy Ma)          | —           | —           | —           | —           | —           | —           | —           | —           | —           | —           |                                                        | Mad Love                       |
| 2018                                                                          | Disaster (2018)             | —           | —           | —           | —           | —           | —           | —           | —           | —           | —           |                                                        | /                              |
| 2018                                                                          | Demonstrate (2018)          | —           | —           | —           | —           | —           | —           | —           | —           | —           | —           |                                                        | /                              |
| 2019                                                                          | Say So (con PJ Morton)      | —           | —           | —           | —           | —           | —           | —           | —           | —           | —           |                                                        | Paul                           |
| 2019                                                                          | Joanna                      | —           | —           | —           | —           | —           | —           | —           | —           | —           | —           |                                                        | /                              |
| 2019                                                                          | Sabotage (con Chika)        | —           | —           | —           | —           | —           | —           | —           | —           | —           | —           |                                                        | /                              |
| 2020                                                                          | Man                         | —           | —           | 38          | —           | —           | —           | —           | —           | —           | —           |                                                        | Good to Know                   |
| 2020                                                                          | What U Need                 | —           | —           | —           | —           | —           | —           | —           | —           | —           | —           |                                                        | Good to Know                   |
| 2020                                                                          | The Change                  | —           | —           | —           | —           | —           | —           | —           | —           | —           | —           |                                                        | /                              |
| 2021                                                                          | American Mood               | —           | —           | —           | —           | —           | —           | —           | —           | —           | —           |                                                        | /                              |
| 2021                                                                          | Creature of Habit           | —           | —           | —           | —           | —           | —           | —           | —           | —           | —           |                                                        | /                              |
| 2021                                                                          | Worst (I Assume)            | —           | —           | —           | —           | —           | —           | —           | —           | —           | —           |                                                        | Trying Not to Think About It   |
| 2021                                                                          | Anxiety (Burlinda's Theme)  | —           | —           | —           | —           | —           | —           | —           | —           | —           | —           |                                                        | Trying Not to Think About It   |
| 2024                                                                          | Can't Fight This Feeling    | —           | —           | —           | —           | —           | —           | —           | —           | —           | —           |                                                        | Lisa Frankenstein - Soundtrack |
| 2024                                                                          | Porcelain                   | —           | —           | —           | —           | —           | —           | —           | —           | —           | —           |                                                        | NGL                            |
| 2024                                                                          | Too Much to Say             | —           | —           | —           | —           | —           | —           | —           | —           | —           | —           |                                                        | NGL                            |
| 2025                                                                          | Ready to Love               | —           | —           | —           | —           | —           | —           | —           | —           | —           | —           |                                                        | NGL                            |
| "—" indica una pubblicazione non classificata o non pubblicata in quel Paese. |                             |             |             |             |             |             |             |             |             |             |             |                                                        |                                |

### Come artista ospite
| Anno                                                                          | Titolo                                              | Album di provenienza                |
| ----------------------------------------------------------------------------- | --------------------------------------------------- | ----------------------------------- |
| 2005                                                                          | Come Together Now (tra i vari artisti)              | Hurricane Relief: Come Together Now |
| 2011                                                                          | Sucks to Be You (Clinton Sparks feat. LMFAO e JoJo) | My Awesome                          |
| 2016                                                                          | Recognize (Skizzy Mars feat. JoJo)                  | Alone Together                      |
| 2019                                                                          | It Don't Matter (Jacob Collier feat. JoJo)          | Djesse Vol. 2                       |
| 2020                                                                          | Damage Is Done (Y2K feat. JoJo)                     | /                                   |
| 2020                                                                          | Slow Motion (Lindsey Lomis feat. JoJo)              | In The Madness                      |
| 2021                                                                          | Dirty Laundry (Parson James feat. JoJo)             | TBA                                 |
| 2022                                                                          | My Peace (PJ Morton & JoJo feat. Mr. TalkBox)       | Watch the Sun                       |
| 2023                                                                          | Cheat (Mahalia feat. JoJo)                          | IRL                                 |
| "—" indica una pubblicazione non classificata o non pubblicata in quel Paese. |                                                     |                                     |

### Singoli promozionali
| Anno                                                                          | Titolo                   | Classifiche | Classifiche | Album di provenienza         |
| Anno                                                                          | Titolo                   | USA Pop     | USA Rhyt.   | Album di provenienza         |
| ----------------------------------------------------------------------------- | ------------------------ | ----------- | ----------- | ---------------------------- |
| 2004                                                                          | Back and Forth           | —           | —           | JoJo                         |
| 2007                                                                          | Coming for You           | —           | —           | The High Road                |
| 2007                                                                          | Beautiful Girls Reply    | —           | 39          | /                            |
| 2010                                                                          | In the Dark              | —           | —           | Can't Take That Away from Me |
| 2010                                                                          | Boy Without a Heart      | —           | —           | Can't Take That Away from Me |
| 2012                                                                          | Sexy to Me               | —           | —           | /                            |
| 2012                                                                          | We Get By                | —           | —           | Agápē                        |
| 2012                                                                          | André                    | —           | —           | Agápē                        |
| 2015                                                                          | Say Love                 | 34          | —           | III.                         |
| 2015                                                                          | Save My Soul             | 33          | —           | III.                         |
| 2016                                                                          | Mad Love                 | —           | —           | Mad Love                     |
| 2016                                                                          | Music                    | —           | —           | Mad Love                     |
| 2017                                                                          | Wonder Woman             | —           | —           | /                            |
| 2020                                                                          | Lonely Hearts            | —           | —           | Good to Know                 |
| 2020                                                                          | Wishlist (con PJ Morton) | —           | —           | December Baby                |
| 2020                                                                          | December Baby            | —           | —           | December Baby                |
| "—" indica una pubblicazione non classificata o non pubblicata in quel Paese. |                          |             |             |                              |

### Collaborazioni
| Anno | Titolo                                                      | Album di provenienza |
| ---- | ----------------------------------------------------------- | -------------------- |
| 2020 | (You Make Me Feel Like) A Natural Woman (Tori Kelly & JoJo) | /                    |

## Videografia

### Video musicali

#### Come artista principale
| Titolo                           | Anno | Regista                                   |
| -------------------------------- | ---- | ----------------------------------------- |
| Leave (Get Out)                  | 2004 | Erik White                                |
| Baby It's You (con Bow Wow)      | 2004 | Erik White                                |
| Not That Kinda Girl              | 2005 | Eric Williams, Randy Marshall             |
| Too Little Too Late              | 2006 | Chris Robinson                            |
| How to Touch a Girl              | 2006 | Syndrome                                  |
| In the Dark                      | 2010 | Nicole Ehrlich & Clarence Fuller          |
| The Other Chick                  | 2011 | Kai Regan                                 |
| Disaster                         | 2011 | Benny Boom                                |
| Demonstrate (inedito)            | 2012 | Jason Beattie                             |
| André                            | 2013 | Patrick "Embryo" Tapu                     |
| Thinkin Out Loud (inedito)       | 2013 | Aaron A                                   |
| When Love Hurts                  | 2015 | Patrick "Embryo" Tapu                     |
| Say Love                         | 2015 | Patrick "Embryo" Tapu                     |
| Right On Time                    | 2015 | Reinaldo Irizarry & Kiley Martinez        |
| Save My Soul                     | 2016 | Zelda Williams                            |
| Fuck Apologies (con Wiz Khalifa) | 2016 | Francesco Carrozzini                      |
| Music.                           | 2016 |                                           |
| FAB. (con Remy Ma)               | 2016 | Wes Teshome                               |
| Say So (con PJ Morton)           | 2019 | Nathan Corrona                            |
| Joanna                           | 2019 | Se Oh                                     |
| Sabotage (con Chika)             | 2019 | James Larese                              |
| The Christmas Song               | 2019 |                                           |
| Man                              | 2020 | Marc Klasfeld                             |
| Lonely Hearts                    | 2020 | Zelda Williams                            |
| Comeback (con Tory Lanez)        | 2020 | Santiago Salviche                         |
| Small Things                     | 2020 | Santiago Salviche                         |
| Think About You (Acoustic)       | 2020 | Zelda Williams                            |
| What U Need                      | 2020 | Santiago Salviche                         |
| Wishlist (con PJ Morton)         | 2020 | Alfredo Flores                            |
| December Baby                    | 2020 | Alfredo Flores                            |
| American Mood                    | 2021 | Alfredo Flores                            |
| Creature of Habit                | 2021 | Alfredo Flores                            |
| Worst (I Assume)                 | 2021 | Alfredo Flores                            |
| Anxiety (Burlinda's Theme)       | 2021 | Alfredo Flores                            |
| Can't Fight This Feeling         | 2024 | N.D.                                      |
| Ready to Love                    | 2025 | Pierre Marais, Tilly Evans-Krueger e JoJo |

#### Come artista ospite
| Titolo            | Anno | Artisti                           | Regista                 |
| ----------------- | ---- | --------------------------------- | ----------------------- |
| Come Together Now | 2005 | Vari artisti                      | Bille Woodruff          |
| Sucks To Be U     | 2011 | Clinton Sparks feat. LMFAO & JoJo | Matt Alonzo & Kai Henry |
| Slow Motion       | 2020 | Lindsey Lomis feat. JoJo          |                         |
| Dirty Laundry     | 2021 | Parson James feat. JoJo           | Alfredo Flores          |
| Cheat             | 2023 | Mahalia feat. JoJo                | Boma Iluma              |

#### Altre apparizioni
JoJo è apparsa nei video musicali dei seguenti brani:
- 2010 – The Way You Love Me di Keri Hilson
- 2010 – Favourite DJ di Clinton Sparks feat. Jermaine Dupri
- 2011 – Tampat Ku dei D'Hask
- 2012 – Sexify di Leah Labelle
- 2013 – Happy di Pharrell Williams
- 2016 – Scars to Your Beautiful di Alessia Cara
- 2025 – Shut Up di Jessie Reyez feat. Big Sean